# MBC 서울국제가요제
MBC 서울국제가요제는 1977년 문화방송(MBC)과 경향신문 주최로 서울가요제로서 국내대회로 시작되었다가 1978년 최초의 국제가요제로 확장된 가요제이다.

## 역사
1977년 5월 28일, 문화방송은 경향신문과 함께 해외가수를 초청하여, '가수들의 올림픽'이라 불리었던 서울가요제를 개최하게 된다. 참가 기준에 프로와 아마추어의 구분을 두지 않아 다양한 곡이 출품되긴 했지만, 기성 작곡가들이 다크호스로 등장하여, 세계 가수들의 등용문으로 자리잡았다. 최초로 '가요제'란 이름을 사용했던 서울가요제는 1978년에 서울국제가요제로 이름을 변경하여 참가자격을 아시아 9개국으로 확장시켰다. 글로벌 시대에 트랜드에 맞춰 가요의 질적 향상을 도모한다는 모티브로 시작된 본 행사는 비슷한 국제 가요제를 양산하는 시초가 되었지만, 형평성 논란이 겹친데다, 막대한 개최비용으로 인해 1985년에 대회가 한 차례 보류되었으며, 여러 차례 논의 끝에 1986년 대회를 마지막으로 폐지하였다.

## 역대 가요제
- 1977년 : '77 MBC 서울가요제
- 1978년 : '78 MBC 서울국제가요제
- 1979년 : '79 MBC 서울국제가요제
- 1980년 : '80 MBC 서울국제가요제
- 1981년 : '81 MBC 서울국제가요제
- 1982년 : '82 MBC 서울국제가요제
- 1983년 : '83 MBC 서울국제가요제
- 1984년 : '84 MBC 서울국제가요제
- 1985년 : '85 MBC 서울국제가요제 (개최 취소)
- 1986년 : '86 MBC 서울국제가요제
- 1988년 : '88 MBC 서울국제가요제

## 같이 보기
- MBC 대학가요제
- MBC 창작동요제
- MBC 강변가요제